# Samson (Händel)
Samson (HWV 57) és un oratori de Georg Friedrich Händel. Basat en un llibret de Newburgh Hamilton, que el basava en Samson Agonistes de John Milton, que al seu torn estava basat en la figura de Samsó al capítol 16 del Llibre dels Jutges. Samson es considera un dels millors treballs dramàtics de Händel.

## Origen i context
Immediatament després d'El Messies, narra els últims dies de Samsó després de la famosa depilació capil·lar a què el va sotmetre la seva dona Dalila.

## Representacions
L'estrena fou al Covent Garden Theatre de Londres el 18 de febrer de 1743. Fou un gran èxit i va obtenir un total de set representacions a la seva primera temporada, el nombre més elevat en una mateixa temporada de qualsevol dels seus oratoris. Samson va retenir la seva popularitat durant la vida de Händel i mai no ha caigut totalment en l'oblit de llavors ençà. Les conegudes àries Let the bright Seraphim (per a soprano) i Total eclipse (per a tenor) són sovint interpretades per separat en concert. Samson és normalment representat com un oratori en forma de concert, però de vegades també s'ha planejat com a òpera.

## Personatges
- Samson (tenor)
- Dalila, muller de Samson (soprano)
- Micah, amic de Samson (contralt)
- Manoah, pare de Samson (baix)
- Harapha, un Gegant (baix)
- Philistine Woman, Attendant to Dalila (soprano)
- Dona Filisteu, ajudant de Dalila (soprano)
- Dona israelita (soprano)
- Filisteu (tenor)
- Home israelita (tenor)
- Missatger (tenor)
- Cor d'israelites
- Cor de filisteus
- Cor de verges